# Francesco Venier
Francesco Venier, död 1556, var en venetiansk doge. Han var regerande doge av Venedig 1554–1556.